# Pilotrichella phyllogonioides
Pilotrichella phyllogonioides là một loài Rêu trong họ Meteoriaceae. Loài này được A. Jaeger mô tả khoa học đầu tiên năm 1877.